# Josep Fusté
Josep Maria Fusté Blanch (15. dubna 1941, Linyola – 20. dubna 2023) byl španělský fotbalista. Nastupoval především na postu záložníka.
Se španělskou reprezentací vyhrál mistrovství Evropy roku 1964. Hrál též na mistrovství světa 1966. V národním týmu působil v letech 1964–1969 a nastoupil v 8 zápasech, v nichž vstřelil 3 branky.
Většinu své kariéry (1960–1972) strávil v FC Barcelona. V sezóně 1965/66 s ní vyhrál Veletržní pohár. Třikrát v jejím dresu získal španělský pohár (1962/63, 1967/68, 1970/71).